# Toronaeus perforator
Toronaeus perforator är en skalbaggsart som beskrevs av Bates 1864. Toronaeus perforator ingår i släktet Toronaeus och familjen långhorningar. Inga underarter finns listade i Catalogue of Life.